# Lux Aeterna
|  | Denne artikel er oprettet af botten Steenthbot ud fra en ekstern database. Den kan derfor have sproglige fejl eller mangler. Denne skabelon kan fjernes efter kontrol af indholdet. |

Lux Aeterna er en dansk kortfilm fra 2018 instrueret af Edith Ursula Fabritius Tvede.

## Handling
Den unge og ambitiøse journalist Helene opsnuser den danskfødte topforsker Ellen Franklins nye, hemmelige laboratorium i en forstad til Aarhus. Ellen har bygget en maskine, der har bevist sjælens eksistens. Helene får muligheden for sit livs scoop, men da hun opdager, at opfindelsen kan have altødelæggende konsekvenser for verden, må hun genoverveje, hvor meget vi skal være villige til at ofre for de mål, vi sætter os.

## Medvirkende
- Ghita Nørby, Ellen Franklin
- Ditte Ylva Olsen, Helene
- Kim Sønderholm, Stuart
- Niels Olsen, Alexander
- Paw Terndrup, Christian